# ۷۰ دوشیزه
۷۰ دوشیزه یک ستاره است که در صورت فلکی دوشیزه قرار دارد.